# Apomastus kristenae
Apomastus kristenae är en spindelart som beskrevs av Bond 2004. Apomastus kristenae ingår i släktet Apomastus och familjen Cyrtaucheniidae. Inga underarter finns listade i Catalogue of Life.